# Беляков, Игорь Николаевич
И́горь Никола́евич Беляко́в (3 ноября 1934, Москва — 6 марта 1993, Киев) — советский и украинский кинооператор, актёр.

## Биография
Окончил операторский факультет ВГИКа (1963, мастерская Б. И. Волчека). Во время учёбы дружил с сокурсницей Мариной Голдовской, которая позже вспоминала, как на 3 курсе они с Игорем Беляковым снимали документальную работу о «рождении поездов».
В 1967—1993 гг. — оператор Киевской киностудии имени А. П. Довженко. За время профессиональной деятельности снятые им фильмы не раз награждались различными призами и номинациями. Как актёр снялся в фильме «Последняя осень» (1963).

## Фильмография

### Оператор
- 1963 — Суд идёт (короткометражный)
- 1965 — Хочу верить
- 1966 — Всюду есть небо
- 1968 — Гольфстрим
- 1969 — Варькина земля
- 1970 — Назовите ураган «Марией»
- 1971 — Лада из страны берендеев
- 1972 — Здесь нам жить
- 1973 — Когда человек улыбнулся
- 1975 — Красный петух плимутрок
- 1975 — Ральф, здравствуй! (в киноальманахе Ральф, здравствуй!)
- 1977 — На короткой волне
- 1979 — Скрытая работа
- 1980 — Долгие дни, короткие недели…
- 1982 — Семейное дело
- 1983 — Карусель
- 1985 — Прыжок
- 1986 — Рядом с вами
- 1987 — Чехарда
- 1987 — Квартирант (короткометражный)
- 1990 — Украинская вендетта
- 1990 — Пегий пёс, бегущий краем моря
- 1991 — Ниагара
- 1992 — Мелодрама с покушением на убийство
- 1993 — Заложники страха

### Роли в кино
- 1990 — Последняя осень

## Награды и признание
- Лауреат премии АН СССР им. М. В. Ломоносова (1969, за н/п фильм «Наука о привидениях»), Гран-при, Золотая медаль и диплом МКФ в Будапеште (1970), за научно-популярный фильм «Наука о привидениях».
- На Республиканском кинофестивале в Жданове (1983 г.) призов удостоены: режиссёр Николай Малецкий и оператор Игорь Беляков за фильм «Семейное дело»[3]
- Приз Госкино Украины и диплом Игорю Белякову за фильм «Прыжок» — на Республиканском кинофестивале в Жданове, в 1986 г.[3]
- Главный приз телефестиваля «Злата Прага», 1984, за фильм «Карусель» (1983).

и другие.